# Інтерферометр Маха-Цендера

Фігура 1. Інтерферометр Маха – Цендера часто використовується в галузях аеродинаміки, фізики плазми та теплопередачі для вимірювання тиску, густини та температурних змін у газах. На цьому малюнку ми уявляємо, як аналізуємо полум’я свічки. Можна контролювати будь-яке вихідне зображення.

Інтерферометр Маха–Цендера — це пристрій, який використовується для визначення варіацій відносного фазового зсуву між двома колімованими променями, отриманими шляхом розділення світла від одного джерела. Інтерферометр використовувався, серед іншого, для вимірювання фазових зсувів між двома променями, викликаних зразком або зміною довжини одного з шляхів. Апарат названо на честь фізиків Людвіга Маха (сина Ернста Маха) і Людвіга Цендера. Пропозиція Цендера в статті 1891 року була вдосконалена Махом у статті 1892 року. Демонстрація інтерферометрії Маха-Цендера з частинками, відмінними від фотонів (часток світла), також була продемонстрована в багатьох експериментах.
Універсальність конфігурації Маха-Цендера призвела до її використання в широкому діапазоні тем фундаментальних досліджень у квантовій механіці, включаючи дослідження контрфактичної визначеності, квантової заплутаності, квантових обчислень, квантової криптографії, квантової логіки, тестера бомби Елітцура-Вейдмана, експеримент з квантовою гумкою, квантовий ефект Зенона та дифракція нейтронів. В оптичних телекомунікаціях він використовується як електрооптичний модулятор для фазової та амплітудної модуляції світла.

## Дизайн

малюнок 2. Локалізовані смуги виникають, коли розширене джерело використовується в інтерферометрі Маха-Цендера. Відповідним чином налаштувавши дзеркала та дільники променя, смуги можна локалізувати в будь-якій площині.

Контрольний інтерферометр Маха – Цендера є приладом з широкими можливостями налаштування. На відміну від добре відомого інтерферометра Майкельсона, кожен із чітко розділених шляхів світла проходить лише один раз.
Якщо джерело має низьку довжину когерентності, то слід дуже ретельно вирівняти два оптичні шляхи. Біле світло, зокрема, вимагає одночасного вирівнювання оптичних шляхів на всіх довжинах хвиль, інакше не буде видимих смуг (якщо для виділення однієї довжини хвилі не використовується монохроматичний фільтр). Як видно на рис. 1, компенсаційна кювета, виготовлена з того самого типу скла, що й тестова кювета (щоб мати однакову оптичну дисперсію), буде розміщена на шляху опорного променя, щоб відповідати тестовій кюветі. Зверніть також увагу на точну орієнтацію дільників променя. Відбиваючі поверхні дільників променя повинні бути орієнтовані так, щоб тестовий і еталонний пучки проходили через однакову кількість скла. У цій орієнтації тестовий і еталонний промені відчувають два відбиття передньої поверхні, що призводить до однакової кількості інверсій фази. Результатом цього є те, що світло проходить однакову довжину оптичного шляху в тестовому та еталонному променях, що призводить до конструктивної інтерференції.
Колімовані джерела призводять до нелокалізованої смуги. При використанні розширеного джерела виникають локалізовані смуги. На рис. 2 ми бачимо, що смуги можна налаштувати так, щоб вони були локалізовані в будь-якій бажаній площині.:18У більшості випадків смуги регулюються так, щоб вони лежали в одній площині з тестовим об’єктом, щоб смуги та тестовий об’єкт можна було фотографувати разом.

## Операція

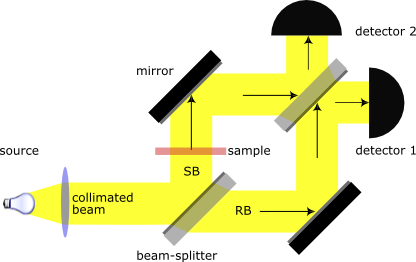
Малюнок 3. Вплив зразка на фазу вихідних пучків в інтерферометрі Маха–Цендера

Колімований промінь розбивається напівпосрібленим дзеркалом. Кожен з двох отриманих променів («зразковий промінь» і «еталонний промінь») відбивається дзеркалом. Потім два промені проходять через друге напівпосріблене дзеркало та потрапляють у два детектори.
Рівняння Френеля для відбиття та пропускання хвилі від діелектрика означають, що є зміна фази для відбиття, коли хвиля, що поширюється в середовищі з меншим показником заломлення, відбивається від середовища з більш високим показником заломлення, але не в протилежному випадку. Фазовий зсув на 180° відбувається під час відбиття від передньої частини дзеркала, оскільки середовище за дзеркалом (скло) має вищий показник заломлення, ніж середовище, в якому поширюється світло (повітря). Відбиття від задньої поверхні не супроводжується фазовим зсувом, оскільки середовище за дзеркалом (повітря) має нижчий показник заломлення, ніж середовище, в якому поширюється світло (скло).
Швидкість світла нижча в середовищах з більшим показником заломлення, ніж у вакуумі, тобто 1. Зокрема, його швидкість: v = c / n, де c — швидкість світла у вакуумі, а n — показник заломлення. Це викликає збільшення фазового зсуву пропорційно (n − 1) × довжина шляху . Якщо k — це постійний зсув фази, що виникає при проходженні крізь скляну пластину, на якій знаходиться дзеркало, то при відображенні від задньої частини дзеркала відбувається загальний зсув фази на 2 k . Це пояснюється тим, що світло, що рухається до задньої частини дзеркала, потраплятиме в скляну пластину, викликаючи зсув фази k, а потім відбиватиметься від дзеркала без додаткового зсуву фази, оскільки тепер за дзеркалом знаходиться лише повітря, і повертатиметься назад через скло. пластини, зазнаючи додаткового зсуву фази k.
Правило про фазовий зсув застосовується до світлорозділювачів, виготовлених з діелектричним покриттям, і має бути модифіковано, якщо використовується металеве покриття або коли враховуються різні поляризації. Крім того, у реальних інтерферометрах товщина дільників променя може відрізнятися, а довжини шляху не обов’язково однакові. Незважаючи на це, за відсутності поглинання збереження енергії гарантує, що обидва шляхи повинні відрізнятися зсувом фази на половину довжини хвилі. Також зауважте, що світлорозділювачі, відмінні від 50/50, часто використовуються для покращення продуктивності інтерферометра в певних типах вимірювань.
На рис. 3, за відсутності зразка і промінь зразка (SB), і опорний промінь (RB) надходитимуть у фазі до детектора. 1, що створює конструктивне втручання. І SB, і RB зазнають фазового зсуву (1 × довжина хвилі + k ) за рахунок двох відбиттів від передньої поверхні та одного пропускання через скляну пластину. На детекторі 2, за відсутності зразка промінь зразка та опорний промінь надходитимуть із різницею фаз у половину довжини хвилі, створюючи повну руйнівну інтерференцію. РБ надходить на детектор 2 зазнає фазового зсуву (0,5 × довжина хвилі + 2 k ) за рахунок одного відбиття передньої поверхні та двох пропускань. SB надходить на детектор 2 зазнає (1 × довжина хвилі + 2 k ) фазовий зсув через два відбиття передньої поверхні, одне відбиття задньої поверхні та два пропускання. Тому, коли немає зразка, є лише детектор 1 отримує світло. Якщо зразок помістити на шлях променя зразка, інтенсивність променів, що входять до двох детекторів, зміниться, дозволяючи розрахувати зсув фази, викликаний зразком.

## Квантова процедура
Ми можемо змоделювати фотон, що проходить через інтерферометр, призначивши амплітуду ймовірності кожному з двох можливих шляхів: «нижній» шлях, який починається зліва, проходить прямо через обидва розділювачі променя і закінчується вгорі, і «верхній» " шлях, який починається знизу, проходить прямо через обидва світлорозділювачі та закінчується праворуч. Таким чином, квантовий стан, що описує фотон, є вектором {\displaystyle \psi \in \mathbb {C} ^{2}} тобто суперпозиція «нижнього» шляху {\displaystyle \psi _{l}={\begin{pmatrix}1\\0\end{pmatrix}}} і «верхній» шлях {\displaystyle \psi _{u}={\begin{pmatrix}0\\1\end{pmatrix}}}, тобто, {\displaystyle \psi =\alpha \psi _{l}+\beta \psi _{u}} для комплексу {\displaystyle \alpha ,\beta } такий, що {\displaystyle |\alpha |^{2}+|\beta |^{2}=1} .
Обидва дільники променя моделюються як унітарна матриця {\displaystyle B={\frac {1}{\sqrt {2}}}{\begin{pmatrix}1&i\\i&1\end{pmatrix}}}, що означає, що коли фотон зустрічає світлорозділювач, він або залишатиметься на тому самому шляху з амплітудою ймовірності {\displaystyle 1/{\sqrt {2}}}, або бути відбитим на інший шлях з амплітудою ймовірності {\displaystyle i/{\sqrt {2}}} . Фазообертач на верхньому плечі моделюється як унітарна матриця {\displaystyle P={\begin{pmatrix}1&0\\0&e^{i\Delta \Phi }\end{pmatrix}}}, що означає, що якщо фотон знаходиться на «верхньому» шляху, він отримає відносну фазу {\displaystyle \Delta \Phi }, і він залишиться незмінним, якщо він знаходиться на нижньому шляху.
Фотон, який входить в інтерферометр зліва, потім закінчиться описуваним станом
{\displaystyle BPB\psi _{l}=ie^{i\Delta \Phi /2}{\begin{pmatrix}-\sin(\Delta \Phi /2)\\\cos(\Delta \Phi /2)\end{pmatrix}},}
і ймовірність того, що він буде виявлений праворуч або вгорі, визначається відповідно
{\displaystyle p(u)=|\langle \psi _{u}|BPB|\psi _{l}\rangle |^{2}=\cos ^{2}{\frac {\Delta \Phi }{2}},}
{\displaystyle p(l)=|\langle \psi _{l}|BPB|\psi _{l}\rangle |^{2}=\sin ^{2}{\frac {\Delta \Phi }{2}}.}
Тому можна використовувати інтерферометр Маха-Цендера для оцінки фазового зсуву шляхом оцінки цих ймовірностей.
Цікаво розглянути, що станеться, якби фотон точно знаходився або на «нижньому», або на «верхньому» шляху між дільниками променя. Це можна зробити, заблокувавши один із шляхів або, еквівалентно, видаливши перший розсіювач променя (і подаючи фотон зліва чи знизу, за бажанням). В обох випадках більше не буде перешкод між шляхами, і ймовірності задано {\displaystyle p(u)=p(l)=1/2}, незалежно від фази {\displaystyle \Delta \Phi } . Звідси можна зробити висновок, що фотон не проходить той чи інший шлях після першого світлорозділювача, а скоріше, що він повинен описуватися справжньою квантовою суперпозицією двох шляхів.

## Використання
Відносно великий і вільнодоступний робочий простір інтерферометра Маха – Цендера та його гнучкість у визначенні смуг зробили його інтерферометром вибору для візуалізації потоку в аеродинамічних трубах і для досліджень візуалізації потоку в цілому. Його часто використовують у галузях аеродинаміки, фізики плазми та теплообміну для вимірювання тиску, густини та зміни температури в газах. :18,93–95
Інтерферометри Маха – Цендера використовуються в електрооптичних модуляторах, електронних пристроях, що використовуються в різних волоконно-оптичних комунікаційних програмах. Модулятори Маха-Цендера вбудовані в монолітні інтегральні схеми та забезпечують ефективну електрооптичну амплітудну та фазову характеристики з високою смугою пропускання в діапазоні частот у декілька гігагерц.
Інтерферометри Маха – Цендера також використовуються для вивчення одного з найбільш суперечливих передбачень квантової механіки, явища, відомого як квантова заплутаність.
Можливість легко контролювати характеристики світла в опорному каналі, не порушуючи світло в каналі об’єкта, популяризувала конфігурацію Маха – Цендера в голографічній інтерферометрії . Зокрема, оптичне гетеродинне детектування з позаосьовим опорним променем, зміщеним по частоті, забезпечує хороші експериментальні умови для голографії з обмеженим дробовим шумом за допомогою відеокамер, віброметрії та лазерного доплерівського зображення кровотоку.